# بيرق (وحدة إدارية)
البَيرق (تُنطق /beɪrɑːk/ أو /baɪrɑːk/ ، وتعني «الراية» أو «العلم») كان وحدة إدارية عثمانية، ويتألف من قرىً في المناطق الحدودية الجبلية في منطقة البلقان، وكانت البيارق جمع بيرق أساس التجنيد العسكري. استُقطِع «أُنشِئت» أواخر القرن السابع عشر واستمر حتى نهاية الحكم العثماني في أرض الروم. تضمن البيرق واحدة أو أكثر من العشائر. طُبِّق البيرق بشكل خاص في شمال ألبانيا وفي أجزاء من قوصوه (سانجاك بريزرين وساناك من سكوتاري)، حيث شكلت هذه المناطق في القرن التاسع عشر الحدود مع إمارة صربيا وإمارة الجبل الأسود. كان بهذه الصناجق جمع صنجق مجتمعات بارزة من ألبان الغيج (المسلمين والكاثوليك) والصرب والمسلمين السلاف. اعتمد الألبان نظام البيرق في هيكلهم العشائري، وقد بقي العمل بها خلال مملكة صربيا (1882-1918) وجمهورية ألبانيا الشعبية الاشتراكية (1944–1992).

## نظرة عامة
كانت البيرق وحدة إقليمية للإمبراطورية العثمانية، وتتألف من مجموعة من القرى،  نُظِّم التجنيد العسكري منها - «منظمة عسكرية إقليمية». يتكون البيرق من عشيرة واحدة أو أكثر. يمكن أن تسكن عدة عشائر ببيرق واحد في حين احتلت العشائر الأكبر بيارقًا عدة؛ عادة ما يقود البيرقدار («حامل لواء») عشيرة، بينما في بعض الحالات قاد البيرقدار عدة عشائر أو عشيرة واحدة لديها عدة بيرقدارات «بالتركية العثمانية: بيرقدارلر». لقد عهد العثمانيون إلى الببيرقدار بتوفير الجنود من البيرق مقابل امتيازات، وفي بعض الأحيان كان يؤدي واجبات إدارية وقضائية مهمة. كان البيرقدار عادةً منصبًا وراثيًا، عن طريق النسب الأب الذي عينته الحكومة العثمانية. شكل البيارق اتحادات قبلية فضفاضة. على سبيل المثال، انضمت قبيلة شالا إلى عشيرة شوشي.
نظام البيرق وُجِد بمناطق عرقية جبلية.

## الأفول

### في صربيا ويوغوسلافيا
في قوصوه، بعد الغزو الصربي، قام الألبان بدمج البيرق في نظام العشائر (المعروف باسم الجبهة الإسلامية للإنقاذتحسين الترجمة). وقد حاولت السلطات اليوغوسلافية تفكيك العلاقات الإقطاعية التي نشأت من خلال هذا النظام.

### في ألبانيا
حاول الرئيس الشيوعي الألباني أنور خوجة (حكم 1941-1985) إلغاء البيرق من خلال تصفية البيرقدارات، الذين تمتعوا بتأثير كبير. [بحاجة لمصدر] وفقًا لإنك (1955)، كانت مرتفعات دوكاقين مأهولة بـستة من البيارق، وهي؛ بولاطي، شالا، شوشي، قير، جيجاج، بلان وتوبلان"،  بينما وفقًا للبروثرو (1973)، شملت "بولاتي، شالا وشوشي، دوشماني "تعني العدو حرفيا"، توبلانا، نيقاي، وميرتوري." 